# Bruno Nettl
Bruno Nettl (geboren 14. März 1930 in Prag, Tschechoslowakei; gestorben 15. Januar 2020 in Champaign, Illinois) war ein deutsch-tschechisch-US-amerikanischer Musikwissenschaftler und Musikethnologe.

## Leben
Bruno Nettl war der Sohn des österreichisch-ungarischen Musikwissenschaftlers Paul Nettl und der Pianistin Gertrude Hutter (1905–1952). Nettl besuchte zunächst die deutsche Schule im Prager Stadtteil Vinohrady und erhielt eine musikalische Grundausbildung bei seiner Mutter. Seine Eltern mussten auf Grund ihrer jüdischen Herkunft 1939 aus der besetzten Tschechoslowakei fliehen und emigrierten mit ihm über die Niederlande in die USA.
Nettl studierte ab 1947 Musikwissenschaft, Musikethnologie und Anthropologie an der Indiana University. Zu seinen Lehrern zählten George Herzog (1901–1983), Willi Apel, Charles F. Voegelin und Stith Thompson. 1950 wurde er in die Phi Beta Kappa aufgenommen. 1953 wurde er mit der Dissertationsschrift American Indian Music North of Mexico, Its Styles and Areas zum Ph.D. promoviert. Er erlangte anschließend noch einen M.A.L.S. (Master of Arts in Liberal Studies) in Bibliothekswissenschaft an der University of Michigan. Nettl und Wanda Maria White heirateten 1952, sie haben zwei Kinder, Rebecca Nettl-Fiol (* 1953), Professorin für Modern Dance an der University of Illinois, und Gloria Roubal (* 1963), Therapeutin und Künstlerin.
Nettl begann 1953 mit einer Bibliothekars- und Unterrichtstätigkeit an der Wayne State University in Detroit. Mit einem Fulbright-Stipendium ging er 1956 als Gastdozent an das Musikwissenschaftliche Institut der Universität Kiel. Ab 1958 arbeitete er als Assistenzprofessor und Musikbibliothekar wieder an der Wayne State University. 1964 erhielt er eine Stelle als Associate Professor an der University of Illinois at Urbana-Champaign und wurde 1967 zum Professor für Musikwissenschaft. Seit 1968 gehörte er dort auch zur Abteilung für Anthropologie. 1992 wurde Nettl emeritiert, arbeitete aber weiterhin als Gastprofessor, auch an anderen US-amerikanischen Hochschulen.
Nettl hat musikethnologische Feldforschungen bei den Blackfoot in Montana unternommen, sowie in Chennai (Indien) und in Israel. Er untersuchte in mehreren Forschungsaufenthalten in Iran die klassische persische Musik und war dort Schüler von Nur-Ali Borumand. Mit einer Untersuchung der Musik bei ethnischen Minderheiten in Detroit erweiterte er das Forschungsfeld auf die Wechselbeziehung von musikalischem und kulturellem Wandel. Er etablierte das Fach Musikethnologie, wirkte von 1960 bis 1965 als Herausgeber der Zeitschrift Ethnomusicology, war 1955 Gründungsmitglied und von 1969 bis 1971 Präsident der Society for Ethnomusicology. Unter seinen Schülern war der auch in Deutschland forschende Philip V. Bohlman.
Nettl war Ehrendoktor der University of Chicago, der University of Illinois, des Carleton College und des Kenyon College. Er erhielt den „Fumio Koizumi Preis für Musikethnologie“ der Koizumi Foundation, Tokyo. 1997 wurde er in die American Academy of Arts and Sciences gewählt.
Nettl war der Autor einer Vielzahl von Aufsätzen und Büchern. Er starb im Januar 2020, zwei Monate vor seinem 90. Geburtstag, nach kurzer Krankheit.

## Schriften (Auswahl)
- Music in Primitive Culture. Harvard University Press, Cambridge 1956
- An introduction to folk music in the United States. Wayne State University Press, Detroit 1960
- Theory and Method in Ethnomusicology. 1964
- Attitudes Towards Persian Music in Tehran, 1969. In: Musical Quarterly. Band 56, 1969, S. 183–197.
- mit Charles E. Hamm und Ronald Byrnside: Contemporary Music and Musical Cultures. 1975
- Eight Urban Musical Cultures. University of Illinois Press, 1978
- The Radif of Persian Music. Studies of Structure and Cultural Context in the Classical Music of Iran. Elephant & Cat, Champaign/Illinois 1987, verbesserte 2. Aufl. 1992
- The Study of Ethnomusicology. Twenty-nine Issues and Concepts. University of Illinois Press, Urbana und Chicago 1983, ISBN 0-252-01039-6.
- The Study of Ethnomusicology: Thirty-One Issues and Concepts. University of Illinois Press, Champaign 2003
- (Mhrsg.):  The Garland Encyclopedia of World Music : a ten-volume serie, Garland, New York 1998 f.